# Martín Emilio Rodríguez
Martín Emilio „Cochise” Rodríguez Gutierrez (ur. 14 kwietnia 1942 w Medellín) – kolumbijski kolarz torowy i szosowy, złoty medalista torowych mistrzostw świata.

## Kariera
Pierwszy sukces w karierze Martín Emilio Rodríguez osiągnął w 1962 roku, kiedy zajął drugie miejsce w klasyfikacji generalnej Vuelta a Colombia. Dwa lata później wystartował na igrzyskach olimpijskich w Tokio, zajmując 46. pozycję w szosowym wyścigu ze startu wspólnego oraz czternaste miejsce w indywidualnym wyścigu na dochodzenie. Na igrzyskach panamerykańskich w Winnipeg w 1967 roku był najlepszy w wyścigu na dochodzenie, a podczas igrzysk olimpijskich w Meksyku w 1968 roku był dziewiąty. Na tych samych igrzyskach dziewiąty był także w szosowym wyścigu ze startu wspólnego, a w drużynowym wyścigu na dochodzenie Kolumbijczycy odpadli w eliminacjach. W indywidualnym wyścigu na dochodzenie zdobył ponadto jeszcze dwa złote medale w 1971 roku: na torowych mistrzostwach świata w Varese oraz na igrzyskach panamerykańskich w Cali. W wyścigach szosowych jego największe sukcesy to zwycięstwa w klasyfikacji generalnej Vuelta a Colombia w latach 1963, 1965, 1966 i 1967, Vuelta al Táchira w latach 1966, 1968 i 1971 oraz Clásico RCN w 1963 roku. W latach 1973 i 1975 wygrał po jednym etapie Giro d'Italia, ale w klasyfikacji generalnej plasował się daleko.